# Methyl-2,3,5-tri-O-benzoyl-α-D-arabinofuranosid
Methyl-2,3,5-tri-O-benzoyl-α-D-arabinofuranosid ist eine chemische Verbindung. Es handelt sich um eine nach der anomeren Position diskriminiert geschützte Form der Arabinose.

## Darstellung
Arabinose wird in Methanolhydrochlorid gelöst und bei Raumtemperatur gerührt (Fischer-Helferich-Glykosylierung). Hierbei entsteht unter Wasserabspaltung die Methyl-D-arabinose. Diese kann nach Entfernung der flüchtigen Bestandteile in Pyridin resuspendiert werden und mit Benzoylchlorid die übrigen freien Hydroxygruppen benzoyliert werden.

## Verwendung
Methyl-2,3,5-tri-O-benzoyl-α-D-arabinofuranosid wird verwendet bei der Herstellung von 1-α- und 1-β-D-Arabinofuranosyl-2-nitroimidazol (α-AZA und β-AZA) als Synthone für eine Reihe von potenziellen Markern für Gewebehypoxie.